# روبرت هوف (كاتب)
روبرت هوف (بالإنجليزية: Robert Hough)‏ (1963)؛ روائي كندي.